# Opatovice, Brno-venkov
Opatovice là một làng thuộc huyện Brno-venkov, vùng Jihomoravský, Cộng hòa Séc.